# Rachel Félix
Elisabeth Félix, molts cops més coneguda com a Rachel o Mademoiselle Rachel (21 de febrer de 1821-3 de gener de 1858), va ser una actriu francesa.
Va convertir-se en una figura prominent en la societat francesa, essent l'amant de, entre d'altres, Napoleó III Bonaparte, Napoleó-Jérôme Bonaparte i Alexandre Colonna Walewski, que era el fill il·legítim de Napoleó Bonaparte. Els esforços dels diaris per publicar fotografies d'ella en el seu llit de mort van portar a la introducció del dret a la privacitat en la legislació francesa.

## Biografia
Rachel Félix va néixer el 28 de febrer de 1821, en Mumpf, en una fonda-hotel on vivia la seva mare. La seva família era d'origen jueu. El seu pare, Jacob Félix, era un venedor ambulant, que va néixer a Metz (1796-1872); i la seva mare, Thérèse Hayer, que va néixer en Gerstheim (1798-1873), era una comerciant de roba de segona mà. Tenia Rachel Félix quatre germanes (Sarah, Rebecca, Dinah i Leah) i un germà, Raphael. La seva família vagava de poble en poble vivint de la venda ambulant del pare i les menuderies de la mare. Elisabeth va viure part de la seva joventut en Hirsingue, en el sud d'Alsàcia (Sundgau). Com altres pares pobres d'aquesta època, el pare considerava als seus fills com una font d'ingressos: el pare d'Elisabeth la feia cantar mentre l'acompanyava a la guitarra la seva germana major Sarah, va arribar a París en 1831, on la família es va traslladar a un allotjament precari en rue donis Mauvais Garçons, després Place du Marché-Neuf a l'Île de la Cité.
Analfabeta, Elisabeth després va aprendre una míca de música amb el músic Alexandre-Étienne Choron, i també va aprendre teatre al Conservatori de París. Per ajudar la seva família, va començar a treballar al gener de 1837 en el Théâtre du Gymnase Marie-Bell. Delestre-Poirson, el director, va fer que usés el nom de Rachel com el seu nom artístic, un nom que va adoptar a partir de llavors també en la seva vida privada. El març de 1838, va entrar a la Comédie-Française als 17 anys. El seu èxit va ser immediat. Comença en el paper de Camille en l'obra de teatre Horaci de Pierre Corneille, els ingressos del qual varen ascendir a 735 francs la primera nit, per a aconseguir divuit dies després, la suma de 4.889,50 francs.
La seva interpretació de les heroïnes de les tragèdies de Corneille, Racine i Voltaire la va fer famosa i adorada, i va tornar a posar de moda la tragèdia clàssica enfront del drama romàntic. Creant un nou model d'actriu i dona, es diu que va ser una de les dones més famoses del seu segle. Així va ser retratada, entre d'altres, per l'escultor Jean-Auguste Escombra. No obstant això, les opinions no són unànimes degut, paradoxalment, al seu innegable talent com a actriu. Així, a Victor Hugo, que «admira a Rachel sense passió», li agrada citar les paraules de Frédérick Lemaître: «Rachel? perfecció, i res més!»
L'any 1850 va ser rebuda pel rei de Prússia, que va fer erigir al parc del castell de l'illa Peacock, prop de Potsdam, una estàtua d'ella, essent destruïda pels nazis el 1935.
Rachel Félix va tenir dos fills: Alexandre (1844-1898), amb Alexandre Colonna Walewski; i Gabriel (1848-?), amb Arthur Bertrand, fill del mariscal Bertrand.
Va morir el 3 de gener de 1858 per les seqüeles de la tuberculosi, envoltada per deu representants del Consistori de Niça i resant l'oració Shemà Israel. En els seus últims moments, li va demanar a la seva germana Sarah que cridés al Gran Rabí de França, Lazare Isidor, a París perquè estigués a la vora del seu llit, però va arribar massa tard. Està enterrada a la plaça jueva del cementiri Père-Lachaise (divisió 7). Malgrat moltes pressions —Chateaubriand no cessava de discutir per a convertir-la al cristianisme i el seu últim amant fins i tot va tractar de convertir-la en els seus últims moments— havia volgut mantenir durant els trenta-set anys de la seva vida, la fe dels seus avantpassats.
La mort de Rachel Félix va tenir la inesperada conseqüència jurídica de contribuir a la construcció de la jurisprudència sobre drets d'imatge. A causa d'una disputa relacionada amb la publicació d'un dibuix que representa a l'actriu en el seu llit de mort i executat a partir d'una fotografia de l'escena, que el tribunal civil de la Seine va realitzar el 16 de juny de 1858 una de les seves primeres decisions sobre el tema.